# Eliminació de calor del reactor nuclear

Flux de refrigerant

L'eliminació de calor dels reactors nuclears és un pas essencial en la generació d'energia a partir de les reaccions nuclears. En enginyeria nuclear hi ha una sèrie de relacions empíriques o semiempíriques utilitzades per quantificar el procés d'eliminació de calor del nucli d'un reactor nuclear de manera que el reactor funcioni en l'interval de temperatura projectat que depèn dels materials utilitzats en la construcció del reactor. L'efectivitat de l'eliminació de calor del nucli del reactor depèn de molts factors, inclosos els agents de refrigeració utilitzats i el tipus de reactor. Els refrigerants líquids comuns per als reactors nuclears inclouen: aigua desionitzada (amb àcid bòric com a calçat químic durant la cremada primerenca), aigua pesant, metalls alcalins més lleugers (com el sodi i el liti), plom o aliatges eutèctics a base de plom com el plom-bismut, i NaK, un aliatge eutèctic de sodi i potassi. Els reactors refrigerats per gas funcionen amb refrigerants com el diòxid de carboni, l'heli o el nitrogen, però alguns reactors d'investigació de molt baixa potència fins i tot s'han refrigerat per aire amb Chicago Pile 1 que depenen de la convecció natural de l'aire circumdant per eliminar la potència tèrmica insignificant. Hi ha investigacions en curs sobre l'ús de fluids supercrítics com a refrigerants del reactor, però fins ara no s'ha construït ni el reactor d'aigua supercrítica ni un reactor refrigerat amb diòxid de carboni supercrític ni cap altre tipus de reactor refrigerat per fluid supercrític.

## Marc teòric
L'energia tèrmica produïda en el combustible nuclear prové principalment de l'energia cinètica dels fragments de fissió. Per tant, la calor generada per unitat de volum és proporcional a la fracció de combustible fisionable nuclear cremada en la unitat de temps:
{\displaystyle Q=a\phi \mathrm {N} _{0}\sigma _{f}}
on {\displaystyle N_{0}} representa el nombre d'àtoms en un metre cúbic de combustible, a és la quantitat d'energia alliberada en el combustible en cada reacció de fissió (~181 MeV), {\displaystyle \phi } és el flux neutrònic, i {\displaystyle \sigma _{f}} és la secció efectiva de la fissió.
La calor total produïda al reactor nuclear és:
{\displaystyle Q=a{\overline {\phi }}\mathrm {N} _{0}\sigma _{f}V}
on {\displaystyle {\overline {\phi }}} és el flux neutrònic mitjà i V és el volum de combustible (normalment mesurat en {\displaystyle m^{3}} ).
La recuperació d'aquesta quantitat de calor s'aconsegueix utilitzant fluids refrigerants la temperatura dels quals a l'entrada del canal del reactor {\displaystyle T_{f_{0}}} augmentarà amb la distància recorreguda pel canal. L'equilibri tèrmic del canal s'expressa per la relació:
{\displaystyle Gc_{p}dT_{f}=q(z)n\pi r_{0}^{2}dz}
on {\displaystyle G} és el cabal de l'agent de refrigeració, {\displaystyle c_{p}} és la calor específica a pressió constant, {\displaystyle dT_{f}} és l'augment de la temperatura del fluid després de passar una distància {\displaystyle dz} al canal, {\displaystyle q(z)} és la calor generada per unitat de volum de combustible, {\displaystyle r_{0}} és el radi de la pila de combustible i {\displaystyle n} és el nombre de barres de canal.
En aquestes condicions, la temperatura de l'agent de refrigeració a la distància z recorreguda al canal de refrigeració dins del reactor nuclear s'obté integrant l'equació anterior:
{\displaystyle T_{f}(z)=T_{f_{0}}+n(\pi r_{0}^{2})(Gc_{p})^{-1}\textstyle \int \limits _{0}^{z}\displaystyle q(z)dz}
La diferència entre la temperatura de la superfície exterior del tub-canal {\displaystyle T} i la temperatura del fluid s'obté de la relació:
{\displaystyle \varphi =h(T_{s}-T_{f})}
on {\displaystyle \varphi } és el flux de calor local a la carcassa - unitat de superfície de contacte més freda i {\displaystyle h} és l'agent de transferència de calor de la carcassa-agent de refrigeració.
La descàrrega de calor dels reactors PWR i PHWR es fa mitjançant aigua a pressió sota convecció forçada. L'expressió general per determinar el coeficient de transferència ve donada per l'equació de Dittus - Boelter :
{\displaystyle \aleph u=aRe^{0.8}Pr^{0.4}}
on {\displaystyle \aleph u} és el número de Nusselt ({\displaystyle \aleph u={\tfrac {hd_{n}}{\lambda }}}, {\displaystyle h} és el coeficient de transferència de calor, {\displaystyle d_{n}} és el diàmetre equivalent, {\displaystyle \lambda } és la conductivitat tèrmica del fluid); {\displaystyle a} és una constant ({\displaystyle a} =0,023); {\displaystyle Re} és el nombre de Reynolds ({\displaystyle Re=V{\tfrac {d_{n}}{\mu /\rho }}}) {\displaystyle V} és la velocitat mitjana del fluid a la secció considerada, {\displaystyle \rho } és la densitat del fluid i {\displaystyle \mu } és la seva viscositat dinàmica ); {\displaystyle Pr} és el nombre de Prandtl ({\displaystyle Pr={\tfrac {\mu c_{p}}{\lambda }}}).